# 满汗王府
满汗王府，又称蒙王府、卓哩克图汗府、奎克衙门等，位于新疆巴音郭楞蒙古自治州和静县县城中心，是旧土尔扈特卓哩克图汗满楚克札布的王府。
满汗王府建于1919年，由满楚克札布的叔父、五世生钦活佛多布栋策楞车敏为其设计。王府为青灰色砖木结构的宫殿式王宫，坐北朝南，有房间约60间。其正殿为两层，一楼为行政及处理日常事务之所，二楼则供奉有满汗王祖宗的神位。正殿两侧为东宫、西宫，包括卧室、客厅、膳房、娱乐室、储藏室等。
王府现为和静县民族博物馆。1999年公布为新疆维吾尔自治区文物保护单位，2013年公布为第七批全国重点文物保护单位。